# 'Ndrina Dragone
La 'ndrina Dragone è una cosca malavitosa o 'ndrina della 'ndrangheta calabrese originaria di Cutro alleata con i Mannolo di San Leonardo di Cutro e gli Arena di Isola Capo Rizzuto e gli Arabia di Cutro

## Storia

### Anni '60 - La nascita
Fu Antonio Dragone a creare la 'ndrina a Cutro, formalmente un bidello di scuola, creò un sistema di estorsioni e già negli anni '60 fu arrestato per rapina, tentato omicidio e detenzione abusiva d'armi.

### Anni '70 - Faida con gli Oliverio
A Cutro oltre ai Dragone vi erano gli Oliverio che tentavano di prendere il monopolio criminale della città fino allo scoppio di una faida nel 1972 che portò all'omicidio di: Francesco Dragone, Antonio Spagnolo, Vittorio Colacino e Gaetano, Domenico e Salvatore Oliverio.

### Anni '80 - Arrivo in Emilia
Antonio Dragone nel 1980 venne accusato ma poi venne assolto dall'accusa di aver commesso l'omicidio di Colacino.
Antonio Dragone, capobastone dal 1982 costretto a un periodo di soggiorno obbligato a Montecavolo, frazione di Quattro Castella nel reggiano, dove instaurerà una locale con interessi in provincia di Reggio Emilia, nel modenese e a Piacenza. Accusato di omicidio e traffico di armi. A Torre Maina frazione di Maranello vengono trovati 16 rpg, bombe a mano e mitragliatori riconducibili ai Dragone. A Cutro prenderà il comando invece Nicolino Grande Aracri.

### Faida di Cutro
Tra 1999 e il 2004 scoppia una faida che uccide 12 persone tra la Calabria e il reggiano.
Ne scoppia una anche tra i Dragone e i Vasapollo.
In quel periodo il killer dei Dragone è Paolo Bellini di Reggio Emilia, neofascista negli anni settanta, e coinvolto nelle stragi di Cosa Nostra, poi pentito.

### Fatti recenti
Nel 20 agosto del 2003 Salvatore Arabia (detto “Turuzzu” o “Petti Palumba”) viene ucciso per mano dei Grande Aracri nella spiaggia dello steccato di Cutro. Salvatore era il Braccio Destro di Dragone, si occupava di gestire le estorsioni e di eliminare chi non collaborava, un esempio l’omicidio avvenuto a Reggio Calabria per mano sua( parola del pentito ).Poi il 10 maggio 2004 viene ucciso Antonio Dragone e in seguito il suo genero Gaetano Ciampà.
La faida riprende nel 2004 con l'omicidio di Franco Arena scoppia una faida fra gli Arena-Dragone e i Nicoscia-Grande Aracri.
Il 10 maggio 2004 viene ucciso il boss Totò Dragone.
21 ottobre 2005 - Operazione Grande Drago contro i Grande Aracri e i Dragone.In questa operazione venne arrestato il nipote di Dragone, Antonio processato per l’omicidio di Blasco e il fratello di Salvatore Arabia, Giuseppe noto anche come “ Pino u niguru” per associazione mafiosa, rapine e estorsioni
La faida nel 2008 non è ancora conclusa.
Il 13 febbraio 2017 si conclude tra Lombardia, Veneto ed Emilia-Romagna l'operazione Valpolicella della DIA di Padova che hanno arrestato 3 persone, e altri 36 sono indagati e a vario titolo accusati di associazione mafiosa, estorsione, frode fiscale e rapina alcuni riconducibili ai Grande Aracri e Dragone del crotonese.
2025
Il 12 marzo del 2025 scatta l’operazione Ten.
Si tratta di una “pace mafiosa” tra i Dragone e I Grande Aracri svolta da Giuseppe Arabia fratello di Turuzzu. Si sarebbero riuniti per “occupare” Reggio Emilia, Parma e Modena.
Armati di fucili e tradizione intimidatoria, false fatture e violenza.
Gli arrestati: Giuseppe Arabia ( u niguru ), Nicola Arabia e Giuseppe Arabia figli turuzzu , Salvatore Messina, Salvatore Spagnolo e Giuseppe Migale Ranieri.

## Organizzazione
- Antonio Dragone (Cutro, 27 dicembre 1942[20] - Cutro, 10 maggio 2004[20]), ucciso nella faida di Cutro[3][4][5][6] dal capo-società della 'ndrina distaccata di San Mauro Marchesato Angelo Greco su ordine di Nicolino Grande Aracri entrambi condannati all'ergastolo dalla corte di cassazione nel processo Kyterion il 6 giugno 2019[21].
- Raffaele Dragone (Catanzaro, 23 aprile 1963[20]), figlio del capobastone Antonio, venne ucciso a Cutro il 30 agosto 1999[22]
- Antonio Dragone cl. 86', figlio di Raffaele, detenuto per l'omicidio di Salvatore Blasco[23]
- Salvatore Arabia cl. 65’, braccio destro del boss Dragone ucciso nella faida di cutro il 20 agosto del 2003.

## Alleati
- Arena, alleati con la 'ndrina Oliverio di Belvedere di Spinello nella faida contropposta ai Nicoscia.
- Mannolo
- Trapasso-Zoffreo
- Arabia